# David Tarka
David Tarka (*Perth, Australia, 10 de febrero de 1983) es un futbolista australiano, con ascendencia polaca. Juega de defensa y su primer equipo fue AIS. 

## Selección nacional
Ha sido internacional con la Selección de fútbol de Australia, ha jugado 2 partidos internacionales.

## Participaciones en Copas del Mundo
| Mundial                            | Sede                   | Resultado   |
| ---------------------------------- | ---------------------- | ----------- |
| Copa Mundial de Fútbol Sub-20 2003 | Emiratos Árabes Unidos | 8° de final |

## Clubes
| Club              | País                  | Año       |
| ----------------- | --------------------- | --------- |
| AIS               | Bandera de Australia  | 2000-2001 |
| Perth Glory       | Bandera de Australia  | 2001-2003 |
| Nottingham Forest | Bandera de Inglaterra | 2003-2005 |
| Perth Glory       | Bandera de Australia  | 2005-     |

- Datos: Q466685